# Якти-Куль (Гафурійський район)
Якти́-Куль (рос. Якты-Куль, башк. Яҡтыкүл) — присілок у складі Гафурійського району Башкортостану, Росія. Входить до складу Зілім-Карановської сільської ради.
Населення — 53 особи (2010; 60 в 2002).
Національний склад:
- башкири — 97%